# Lars and the Hands of Light
Lars and the Hands of Light is een vierkoppige Deense groep uit Kopenhagen rondom Lars Vognstrup. In onder andere hun thuisland Denemarken behaalde de band enkele hits met de eerste singles van het debuutalbum The Looking Glass. Dit album kwam in de Benelux uit onder de vleugel van Excelsior Recordings.
Hoewel frontman Lars Vognstrup met deze band zijn eerste plaat uitbracht, was hij reeds ruim tien jaar bekend als de zanger van de metalband Raunchy. Vognstrup was medeoprichter van de electropopband Money Your Love en had een hit met het nummer For Kristoffer. Tijdens de tournee samen met labelgenoten Junior Senior richtte hij de band Wolfkin op. Van hen verscheen het album Brand New Pants. In Los Angeles ontmoette hij de groep Ima Robot, die hem uitnodigden zich bij hen aan te sluiten. Tijdens zijn verblijf in Los Angeles begon Vognstrup tevens aan een dj-carrière en werd hem bovendien gevraagd Ryan Goslings band Dead Man's Bones te komen versterken.
Het leven in Los Angeles gaf Vognstrup genoeg inspiratie tot het schrijven van eigen werk. Eenmaal terug in zijn thuisland Denemarken richtte hij de band Lars and the Hands of Light op, waarmee hij het album The Looking Glass maakte.

## Discografie

### Albums
| Album(s) met hitnoteringen in de Nederlandse Album Top 20/50/75/100 | Datum van verschijnen | Datum van binnenkomst | Hoogste positie | Aantal weken | Opmerkingen |
| ------------------------------------------------------------------- | --------------------- | --------------------- | --------------- | ------------ | ----------- |
| The Looking Glass                                                   | 29 maart 2010         | -                     | -               | -            | -           |